# Związek gmin Lonsee-Amstetten
Związek gmin Lonsee-Amstetten – związek gmin (niem. Gemeindeverwaltungsverband) w Niemczech, w kraju związkowym Badenia-Wirtembergia, w rejencji Tybinga, w regionie Dpnau-Iller, w powiecie Alb-Donau. Siedziba związku znajduje się w miejscowości Lonsee.
Związek zrzesza dwie gminy wiejskie:
- Amstetten, 3 940 mieszkańców, 49,80 km²
- Lonsee, 4 702 mieszkańców, 43,32 km²